# Energiedaten-Management
Mit Energiedaten-Management (EDM) bezeichnet man die Verwaltung und Berechnung von Energiedaten im Strom- und Gasmarkt. Da die brancheninterne Abrechnung im Strommarkt im Viertelstundenraster, im Gasmarkt im Stundenraster erfolgt, ist es notwendig, mit umfangreichen Zeitreihendaten die von Lieferanten an ihre Kunden gelieferten Mengen nachzuhalten, um überprüfen zu können, ob sie gleichzeitig auch entsprechende Mengen in die Netze eingespeist haben.
Der Verbrauch von größeren Kunden mit einem Stromjahresverbrauch von mehr als 100.000 kWh wird dazu im Viertelstundenraster bzw. mit einem Gasjahresverbrauch von mehr als 1,5 GWh oder einer Leistung von mehr als 500 kW im Stundenraster mittels registrierender Leistungsmessung erfasst.
Bei Kunden mit geringerem Verbrauch erfolgt lediglich eine Messung der Jahresverbrauchsmenge. Diese wird
mittels vordefinierter Standardlastprofile, die auf statistischen Durchschnittswerten der entsprechenden Kundengruppe beruhen, über alle Viertelstunden bzw. Stunden des Jahres verteilt.
Die so gemessenen bzw. errechneten Verbräuche werden für jede Viertelstunde bzw. Stunde in sogenannten Bilanzkreisen aggregiert, um den Absatz der Lieferanten an ihre Kunden für jeden Zeitabschnitt zu ermitteln. Gleiches wird für die Einspeisungen durchgeführt. Auch hierbei werden größere Einspeisungen viertelstundengenau bzw. stundengenau gemessen, für kleinere Einspeisungen, wie z. B. Photovoltaikanlagen werden Einspeiseprofile und die Jahreseinspeisemenge verwendet.
Technisch werden für die Ermittlung dieser Data primär SCADA-Systeme eingesetzt. Neben den Abrechnungszwecken können die Daten auch genutzt werden, um z. B. den Netzausbaubedarf für neue Ortsteile oder Industrieansiedlungen abzuschätzen.
Im kommunalen Umfeld (z. B. 'Stadtwerke') werden die gleichen Methoden eingesetzt, wobei natürlich andere Energiemengen betrachtet werden (z. B. Ortsteile statt Großkunden). Neben der Abrechnung ist auch hier wiederum das Interesse an geeigneten Planungsdaten wichtig.